# ياكيتوري

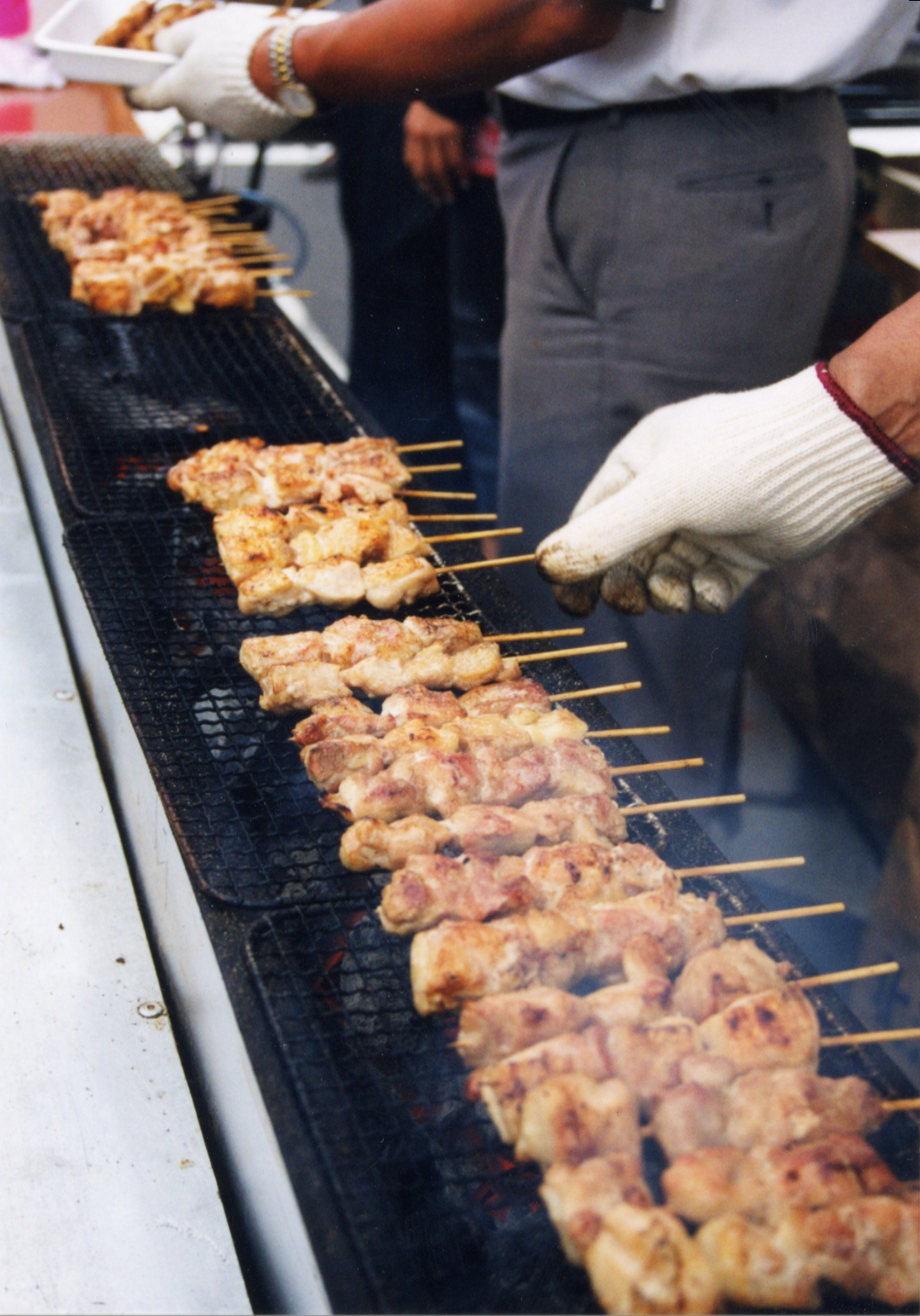
أسياخ الياكيتوري أثناء الشوي.

ياكيتوري (باليابانية: (焼き鳥) وتعني حرفيا «الطير المشوي» هو نوع من المأكولات اليابانية وهو لحم دجاج مشوي على أسياخ خشبية. عادة ما يستخدم لحم الدجاج أو أجزاء أخرى من جسم الدجاج مثل الأجنحة أو الكبد وغيرها وتشوى عادة على الفحم.

## معرض صور

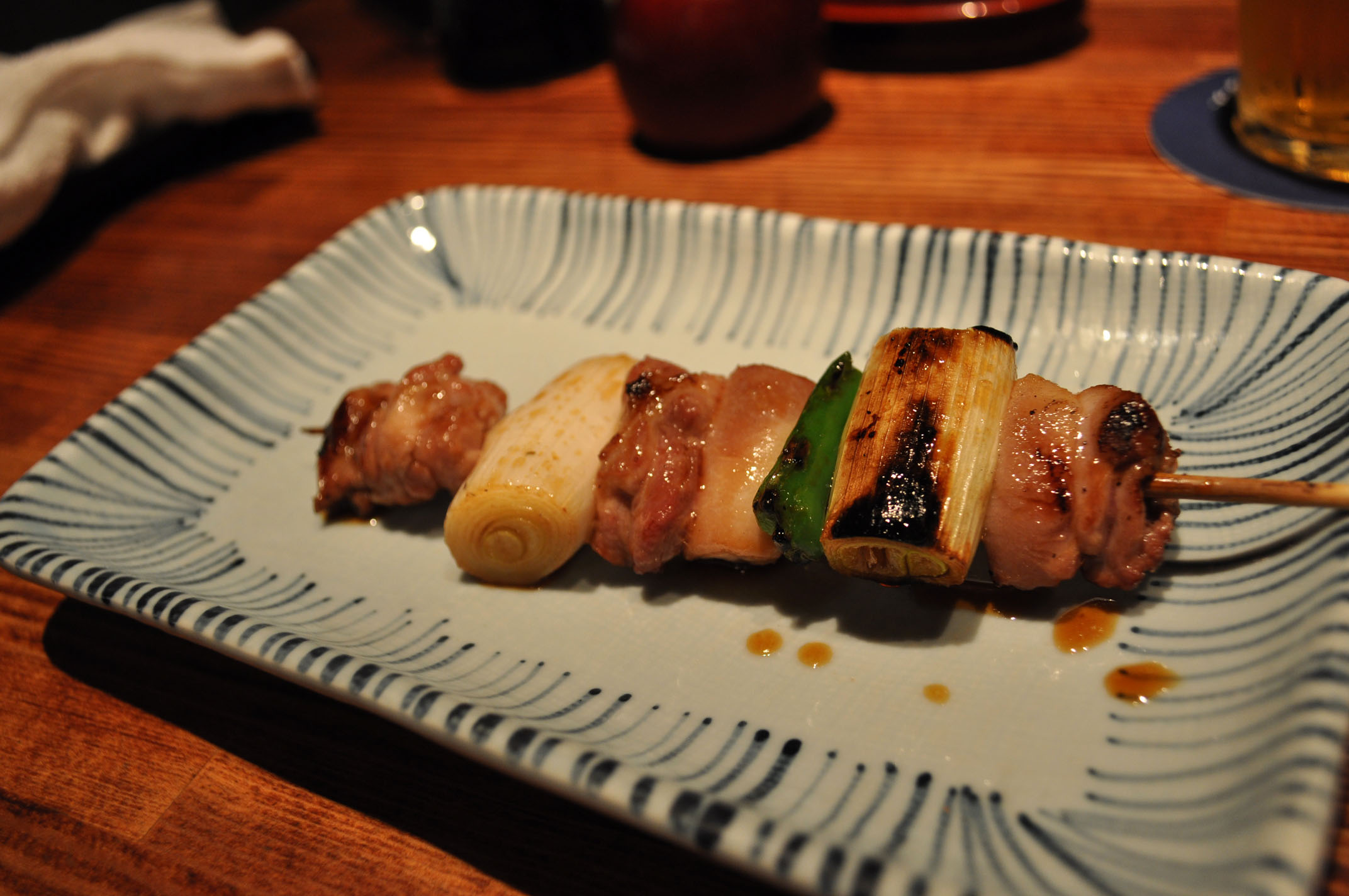
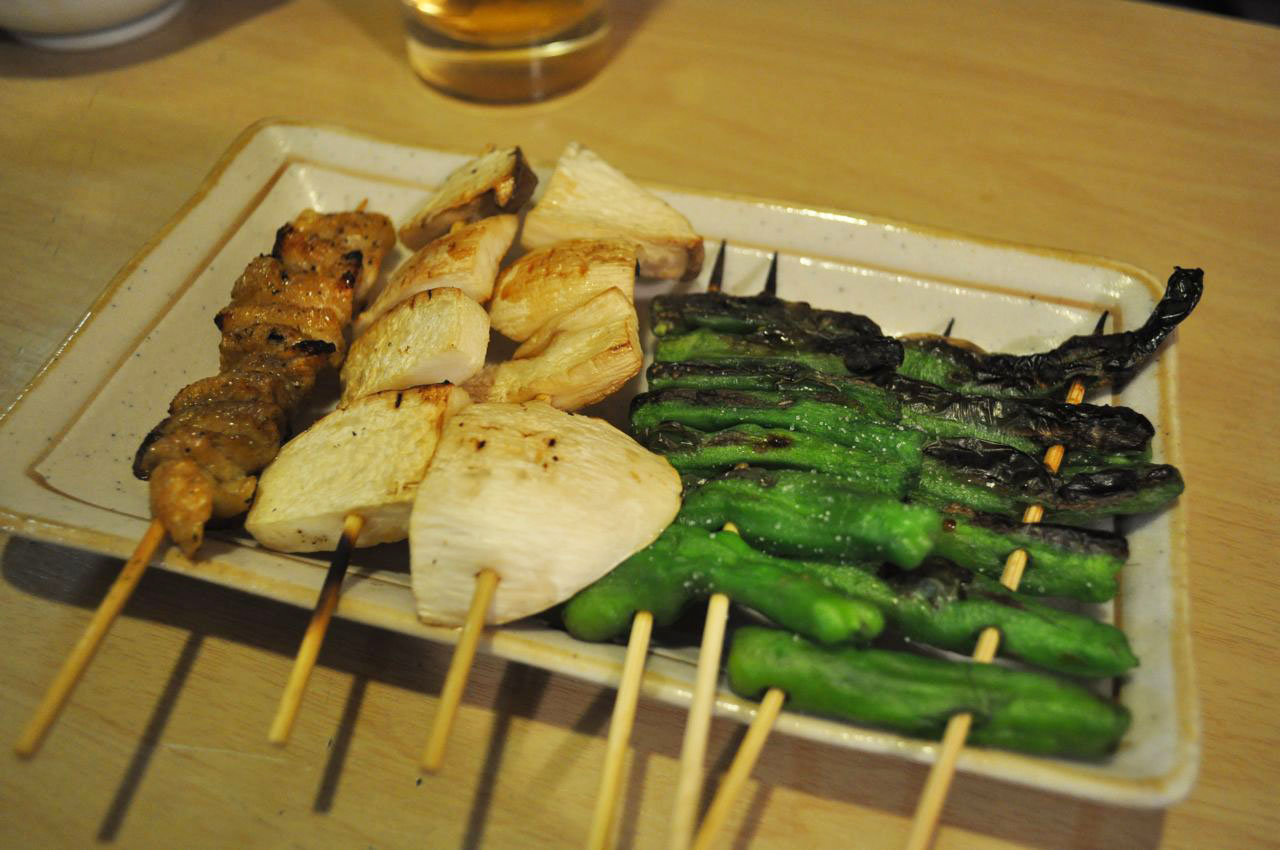
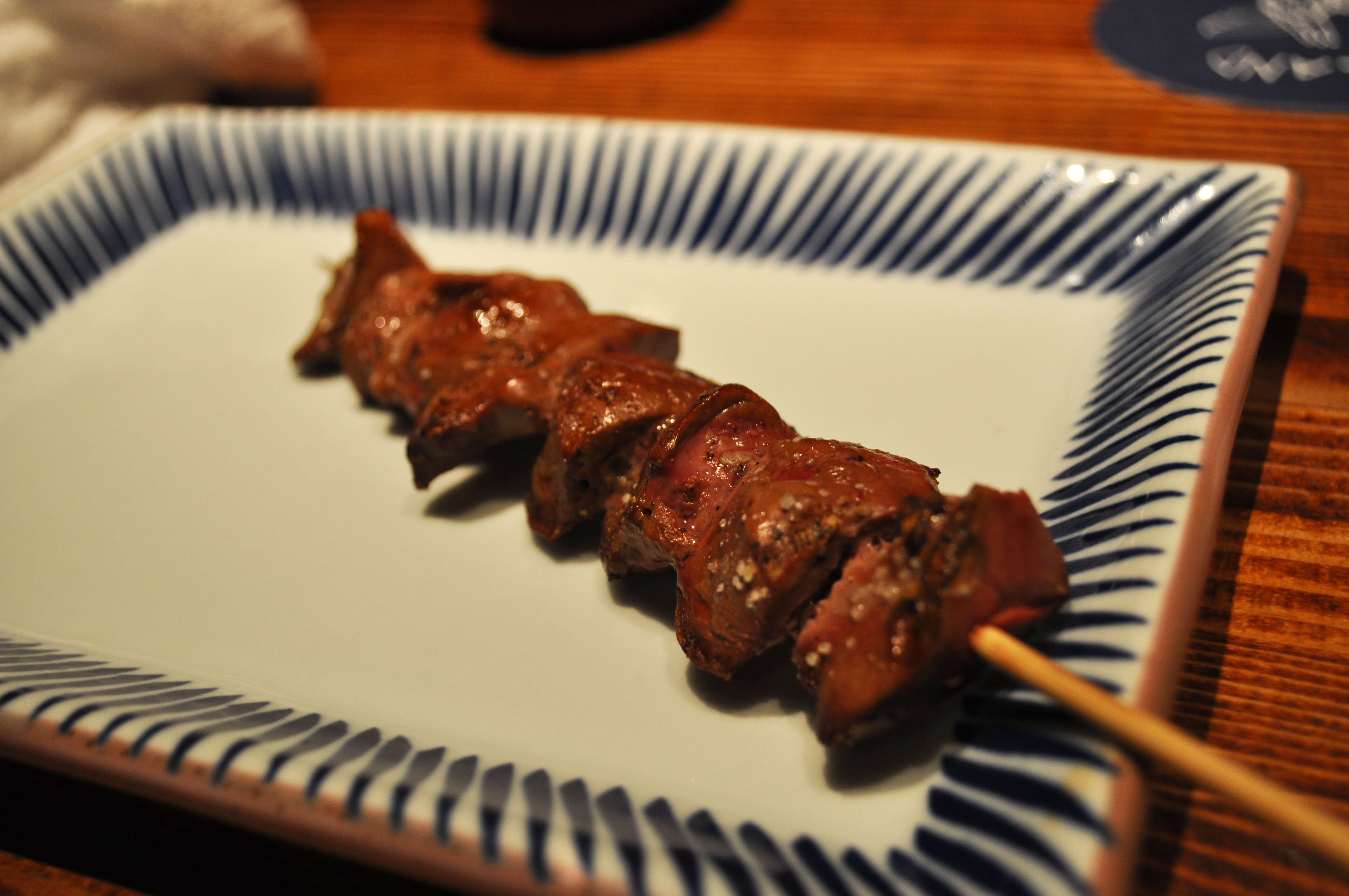
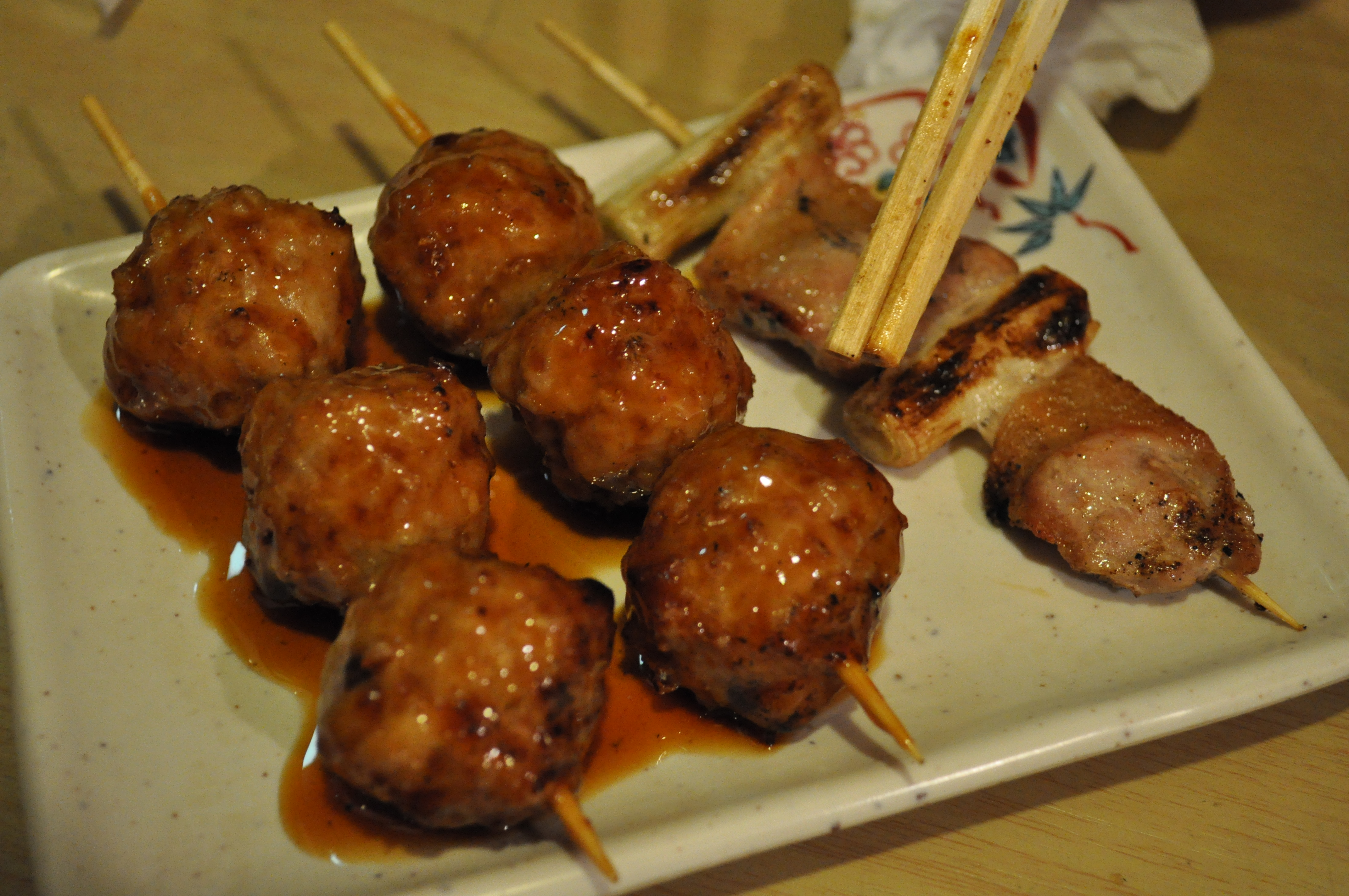

## اقرأ أيضا
- مطبخ ياباني
- فوريكاكي
- شابو شابو